# Nikolaos Morakis
Nikolaos Morakis (gr. Νικόλαος Μοράκης), znany też pod nazwiskiem Dorakis – grecki strzelec, medalista olimpijski.
Uczestniczył w pierwszych nowożytnych igrzyskach olimpijskich. Zajął trzecie miejsce w pistolecie wojskowym z 25 m, przegrywając wyłącznie z braćmi Johnem i Sumnerem Paine. W pistolecie dowolnym uplasował się na przedostatnim czwartym miejscu.

## Wyniki

### Igrzyska olimpijskie
| Igrzyska   | Konkurencja             | Wynik    | Miejsce | Źródło |
| ---------- | ----------------------- | -------- | ------- | ------ |
| Ateny 1896 | Pistolet dowolny, 30 m  | NO       | 4       | [ 3 ]  |
| Ateny 1896 | Pistolet wojskowy, 25 m | 205 pkt. |         | [ 2 ]  |